# リテイルネットワークス
株式会社リテイルネットワークス（英: Retail Networks Co., Ltd.）は、かつて日本国内においてディズニーストアを経営・運営した会社。ウォルト・ディズニー・ジャパンの完全子会社であった。

## 概説
前身となる企業は、1991年5月設立の「ディズニー・ストア・ジャパン株式会社」で、1992年8月より日本における『ディズニーストア』の展開を行ってきた。同社は、2000年4月に、他のディズニーグループ3社と合併して「ウォルト・ディズニー・インターナショナル・ジャパン株式会社（現在のウォルト・ディズニー・ジャパン）」となる。
2002年4月に、ディズニーストア事業をオリエンタルランドに譲渡する目的で、ウォルト・ディズニー・インターナショナル・ジャパンが会社分割を行い、ディズニーストア事業を行う子会社「株式会社リテイルネットワークス」を設立し、株式譲渡によりオリエンタルランドの完全子会社となる。
2004年3月期に、売上高247億円、営業利益40億円でピークを迎えて以降は低迷し、2007年3月期には営業赤字となった。そのため、2010年3月31日に、親会社であったオリエンタルランドが、リテイルネットワークスの全株式をウォルト・ディズニー・ジャパンに売却して、ディズニーストア事業から撤退した。

## 沿革
- 2002年4月1日 - ウォルト・ディズニー・インターナショナル・ジャパン株式会社の会社分割により、同社の100%出資子会社として設立。
ディズニーから日本国内に於けるディズニーストア事業を行う会社として分社化およびライセンスが付与され、同時に全株式をオリエンタルランドに売却し、同社の完全子会社となった。
- 2010年
  - 3月31日 - オリエンタルランドが、全株式をウォルト・ディズニー・ジャパンに売却し、同社の完全子会社となる。
  - 7月20日 - ウォルト・ディズニー・ジャパンが吸収合併し、リテイルネットワークスは解散する旨を官報公告。